# Rhabdodon
Rhabdodon és un gènere de dinosaure herbívor d'uns 4 metres de longitud, de la família dels rabdodòntids. El cos robust, el coll curt i la llarga cua corresponen als típics trets dels iguanodòntids. Visqué durant el Cretaci superior (fa entre 80 i 65 milions d'anys) a l'Europa centrooriental (entre França i Romania).